# なだしお (潜水艦)
なだしお（ローマ字：JS Nadashio, SS-577）は海上自衛隊の潜水艦。ゆうしお型潜水艦の5番艦。艦名は灘の潮に由来する。本艦以降のゆうしお型は、ハープーンが発射可能となっている。

## 艦歴
「なだしお」は、中期業務見積りに基づく昭和55年度計画2,200トン潜水艦8092号艦として、三菱重工業神戸造船所で1981年4月16日に起工され、1983年1月27日に進水、1984年3月6日に就役し、第2潜水隊群第3潜水隊に編入され横須賀に配備された。
1985年3月27日、「はましお」とともに第2潜水隊に編入、第2潜水隊は同日付けで第2潜水隊群隷下に編成替え。
1988年7月22日から7月23日にかけて伊豆大島沖展示訓練に護衛艦「くらま」等とともに参加した後、浦賀水道航路を横須賀に向けて帰港中、横須賀沖で遊漁船「第一富士丸」と衝突、この事故で沈没した「第一富士丸」の乗客乗員のうち30名が死亡、17名が負傷する事故を起こした（なだしお事件）。
1994年3月19日から護衛艦「いわせ」等とともにフィリピン方面海上実習に従事し、同年4月27日に佐世保へ帰投する。
1998年3月16日、第1潜水隊群第1潜水隊に編入され、定係港が呉に転籍。
1999年3月21日、護衛艦「たかつき」等とともに第51期飛行幹部候補生課程を卒業した初任幹部67名を乗せて江田島を出航、フィリピン方面外洋練習航海に従事し、同年5月3日に佐世保へ帰投する。
2001年6月1日、除籍。

## 登場作品
『アナザー・ウェイ ―D機関情報―』
1988年9月に公開された、日本とスイスの合作映画。（原作：西村京太郎。山下耕作監督作品。特技監督：川北紘一）
映画前半部分で、極秘任務のためにスイスに派遣された主人公の関谷直人海軍中佐（演：役所広司）がドイツ領海まで日本海軍の伊51潜水艦（モデルとなった実在の潜水艦は、太平洋戦争後期の1944年にドイツに派遣されたものの、往路の途中、ドイツ領海に到着する遥か手前の北大西洋上において、連合国軍の駆逐艦部隊によって撃沈された伊52潜水艦）に便乗するシーンの映像と、特撮シーンを含めた連合国軍の駆逐艦部隊との戦闘シーン（ドイツ領海内で関谷中佐がドイツ海軍の高速魚雷艇に移乗した後、伊51潜水艦は、ドイツ領海内に侵入していた連合国軍の駆逐艦部隊のうちの2隻を雷撃で撃沈するものの、最後は、圧倒的な数の連合国軍駆逐艦部隊の集中攻撃を受けて撃沈される）の映像を交える形で作品中に登場する、海上自衛隊の涙滴型潜水艦は、太平洋戦争当時の伊号潜水艦とは姿形が全く違うものの、この映画の本編において、「なだしお」は伊51潜水艦に扮して撮影に使用された、と言われている（そのため、特撮シーンでの伊51潜水艦のミニチュア模型も、「なだしお」と思しき、「ゆうしお型涙滴型潜水艦」の実物をモデルにしている）。潜水艦内のシーンは、訓練用シミュレーターを利用したとされている。
また、最初の戦闘シーン（インド洋上での伊51潜水艦と連合国軍の駆逐艦部隊との戦闘シーン）の本編部分において、潜航直前の伊51潜水艦を砲撃する連合国軍の駆逐艦に紛して撮影に使用された海上自衛隊の護衛艦は、たかつき型護衛艦の2番艦の「きくづき」である（なお、南シナ海において、潜航中の伊51潜水艦が潜望鏡で発見した連合国軍の輸送船団を護衛していた駆逐艦の役も、「きくづき」である）。　